# 美山尚子
美山 尚子（みやま なおこ、1952年1月13日 - ）は、日本の元女優。本名、越坂部 尚子（旧姓名および別名義、湯川 尚子）。
福岡県出身。中京女子高等学校を経て、東宝芸能学校卒業。夫は『仮面ライダーX』で共演した俳優の速水亮。長男は俳優の香坂優介。

## 来歴
1970年、東宝芸能第15期生としてデビュー。1972年、劇団新国劇に入団。
1974年、『仮面ライダーX』でヒロイン水城涼子・水城霧子役（2役）を務めるが、番組の路線変更により第8話で降板。降板を知った主演の速水亮に励まされ、『X』終了後から速水と交際する。
1975年、速水と結婚し芸能界を引退した。

## 人物
- 当初『X』の現場では、速水と共にスタッフからしごかれていたようで、女性は60代のスタッフと美山としかおらず、降板するまでずっと一緒だったという。
- 速水と初めてあったのは、衣装あわせの時だと言う。
- 速水がパーマになるきっかけをつくったカメラマンをひどく嫌っていたらしい。
- この降板によって、美山は暇になり、速水は逆にますます多忙となったが、その時間を利用して夫の家に行き、掃除や洗濯をしたり、彼（速水）に食事を作ってあげたりしていた。
- 速水亮のブログでは、美山が「人前に出たがらない」と書かれており、あまりひと目につく公の場所には出たがらないとのこと。
- 仮面ライダーXのファンに美山は人気があり、時折速水亮の仕事先に出向くことが知られると「涼子さん(美山の演じた役名)が来る」と喜ばれる事もあると夫の速水亮がブログで語っている。
- 50代頃まで夜寝る時は速水の側で一緒に仲良く寝ていたそうだが、ライダーを卒業してもなお、速水はその時に夢の中で悪と戦うようで、そのままの状態で寝言や回し蹴りしたりするらしく、危険を感じた美山は、最近速水とは別の場所で寝ているという。
- 『仮面ライダーX』プロデューサーの阿部征司は、美山が新劇出身のためテレビのアクションものの演技には苦労していたようであることを証言している[2]。

## 出演

### テレビドラマ
- 仮面ライダーX 第1話「X．X．Xライダー誕生!!」 - 第8話「怪!? 小地球・中地球・大地球」（1974年、MBS） - 水城涼子・霧子（二役）
- 伝七捕物帳 第28話「天狗がさらった娘たち」（1974年、NTV）
- 右門捕物帖 第30話「謎の闇念佛」（1974年、NET）
- 鞍馬天狗 第9話「雁のたより」（1974年、NTV） - おこう
- 太陽にほえろ! 第151話「刑事の妻」（1975年、NTV）
- 同心部屋御用帳 江戸の旋風 第12話「厄除け心中」（1975年、CX）
- 長崎犯科帳 第17話「復讐に賭けた姉妹」（1975年、NTV）

### 舞台
- 人生劇場[2]
- 二十四の瞳[2]
- 紋三郎の秀